# Torenia crustacea
Espèce
Statut de conservation UICN

 LC  : Préoccupation mineure
Torenia crustacea est une espèce de plantes à fleurs de la famille des Linderniaceae. Elle est couramment dénommée Malaysian false pimpernel. Son aire de répartition est large et pousse principalement dans le biome tropical à saisons sèches. Elle est utilisée comme médicament et comme aliment.

## Description
Il s'agit d'une plante annuelle dont la fleur est très petite, environ 1 cm. Son pollen est sphérique avec un diamètre de 23,5 microns. 

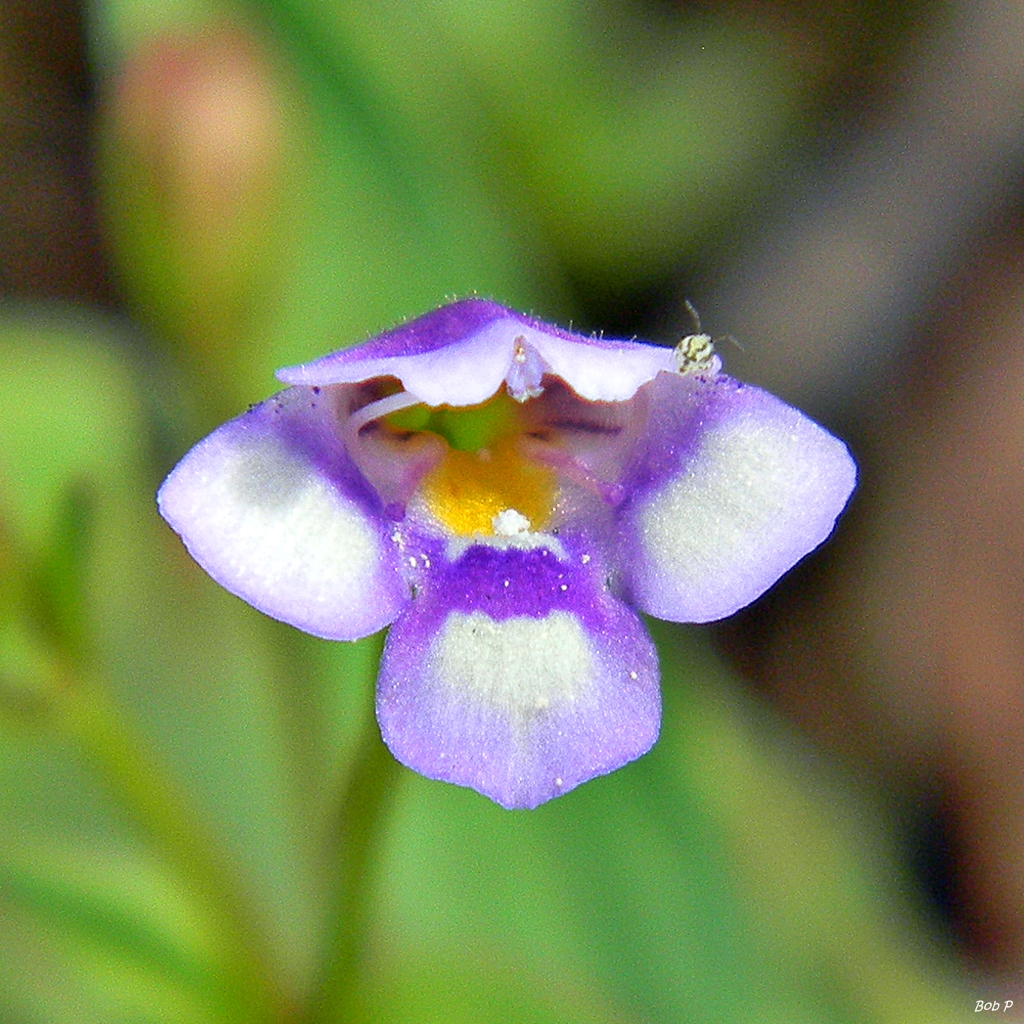
Fleur.
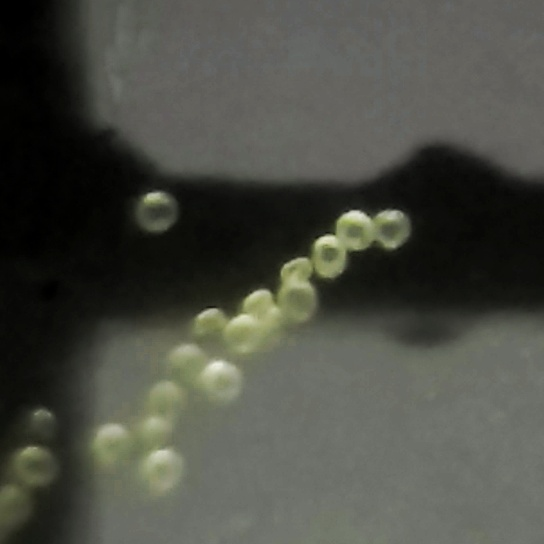
Pollen.

## Répartition
Ce taxon se rencontre dans les pays suivants : Australie, Bangladesh, Birmanie, Burundi, Cambodge, Cameroun, Chine, Corée du Nord, Côte d'Ivoire, Gabon, Ghana, Guinée équatoriale, Guinée-Bissau, Guinée, Inde, Japon, Laos, Liberia, Malaisie, Nigeria, Népal, Philippines, République centrafricaine, Taïwan, République du Congo, République démocratique du Congo, Sierra Leone, Singapour, Sri Lanka, Sénégal, Tanzanie, Thaïlande, Vietnam, États-Unis.

## Systématique
Le nom correct complet (avec auteur) de ce taxon est Torenia crustacea (L.) Cham. & Schltdl..
L'espèce a été initialement classée dans le genre Capraria sous le basionyme Capraria crustacea L..
Ce taxon porte en français les noms vernaculaires ou normalisés suivants : cresson-bâtard, petite-griffe, petite-teigne, petit-mouron.
Torenia crustacea a pour synonymes :
- Anthirrhinum hexandrum G.Forst., 1786
- Antirrhinum hexandrum Forssk.
- Buchnera capillaris Desv.
- Buchnera capillaris Ham.
- Capraria crustacea L.
- Gratiola aspera Roth
- Gratiola lucida Vahl
- Gratiola lucida Willd.
- Hornemannia ovata Link & Otto
- Linaria hexandra (R.Br.) F.Dietr.
- Lindernia crustacea subsp. smithii Degen & Rühle
- Lindernia crustacea var. clarkei G.S.Giri & Majumdar
- Lindernia crustacea var. smithii Degen & Ruhle
- Lindernia crustacea var. verticillata (Haines) K.K.Khanna
- Lindernia crustacea (L.) F.Muell.
- Lindernia gracilis (Bonati) Bonati
- Lindernia minuta (Blume) Koord.
- Lindernia obtusa (Blume) Koord.
- Lindernia racemosa Bonati
- Mimulus javanicus Blume
- Morgania aspera (Roth) Spreng.
- Morgania lucida Spreng.
- Pentsteira paniculata Griff.
- Pyxidaria crustacea (L.) Kuntze
- Pyxidaria minuta (Blume) Kuntze
- Pyxidaria obtusa (Blume) Kuntze
- Tittmannia ovata (Link & Otto) Rchb.
- Tittmannia scabra (R.Br.) Spreng.
- Torenia flaccida R.Br.
- Torenia hexandra R.Br.
- Torenia lucida Buch.-Ham.
- Torenia lucida Buch.-Ham. ex Wall.
- Torenia minuta Blume
- Torenia obtusa Blume
- Torenia ovata (Link & Otto) Sweet
- Torenia rubella Buch.-Ham.
- Torenia scabra R.Br.
- Torenia varians Roxb.
- Ucnopsolen cordatum Raf.
- Vandellia alba Benth.
- Vandellia bodinieri H.Lév.
- Vandellia brownii Benth.
- Vandellia crustacea var. verticillata Haines
- Vandellia crustacea (L.) Benth.
- Vandellia gracilis Bonati
- Vandellia irosinensis Elmer
- Vandellia irosinensis Elmer ex Merr.
- Vandellia minuta (Blume) Miq.
- Vandellia obtusa (Blume) Miq.
- Vandellia racemosa Bonati
- Vandellia racemosa Spreng.
- Vandellia varians G.Don

### Étymologie
Le nom de genre Torenia  est dédié à « Olof Toren », prêtre et naturaliste suèdois. L'adjectif crustacea vient du latin crusto signifiant « revêtir, incruster »
.